# Canísio Klaus

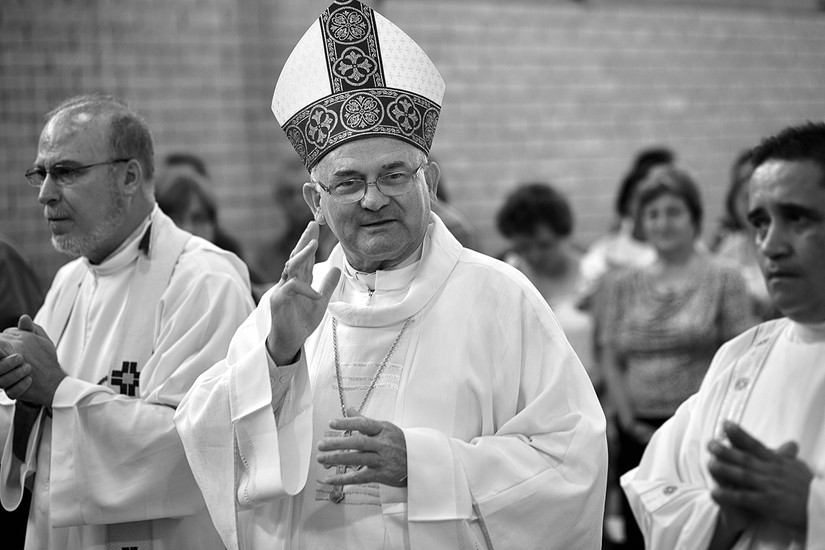
Bischof Canísio Klaus

Canísio Klaus (* 9. Oktober 1951 in Arroio do Meio, Bundesstaat Rio Grande do Sul) ist ein brasilianischer Geistlicher und römisch-katholischer Bischof von Sinop.

## Leben
Canísio Klaus empfing am 28. Dezember 1979 die Priesterweihe.
Papst Johannes Paul II. ernannte ihn am 22. April 1998 zum Koadjutorbischof von Diamantino. Der Bischof von Santa Cruz do Sul, Aloísio Sinésio Bohn, spendete ihm am 21. Juni desselben Jahres die Bischofsweihe; Mitkonsekratoren waren Gentil Delázari, Bischof von Sinop, und Paulo Antônio de Conto, Bischof von Criciúma. Als Wahlspruch wählte er Evangelizare misit me.
Mit der Emeritierung Agostinho Willy Kists SJ am 26. August 1998 folgte er diesem im Amt des Bischofs von Diamantino nach. Am 19. Mai 2010 wurde er von Papst Benedikt XVI. zum Bischof von Santa Cruz do Sul ernannt und am 18. Juli desselben Jahres in das Amt eingeführt.
Papst Franziskus ernannte ihn am 20. Januar 2016 zum Bischof von Sinop.